# Округ Вест Фелисијана (Луизијана)
Вест Фелисијана (енгл. West Feliciana Parish) је округ у америчкој савезној држави Луизијана.

## Демографија
По попису из 2010. године број становника је 15.625, што је 514 (3,4%) становника више него 2000. године.
| Група             | 2000.         | 2010.         |
| Белци             | 7.263 (48,1%) | 8.002 (51,2%) |
| Афроамериканци    | 7.633 (50,5%) | 7.263 (46,5%) |
| Азијати           | 25 (0,2%)     | 31 (0,2%)     |
| Хиспаноамериканци | 157 (1,0%)    | 251 (1,6%)    |
| Укупно            | 15.111        | 15.625        |